# Teodor Munteanu
Teodor Munteanu (n. 1851, Lipova - d. 1909) a fost un deputat în Marea Adunare Națională de la Alba Iulia, organismul legislativ reprezentativ al „tuturor românilor din Transilvania, Banat și Țara Ungurească”, cel care a adoptat hotărârea privind Unirea Transilvaniei cu România, la 1 decembrie 1918.:p. 77

## Biografie
Născut la Lipova, Teodor Munteanu urmează studiile la Institutul teologic, devenind mai apoi preot și membru al P.N.R. precum și membru al Gărzii Naționale Române din Lipova. După anul 1918, a fost numit în poziția de preot militar.

## Activitatea politică
A fost numit delegat titular al cercului electoral Lipova la Marea Adunare Națională de la Alba Iulia de la 1 decembrie 1918.:p. 155